# 12321 Зураковскі
12321 Зураковскі (12321 Zurakowski) — астероїд головного поясу, відкритий 4 серпня 1992 року.
Тіссеранів параметр щодо Юпітера — 3,611.